# Teleopsis yunnana
Teleopsis yunnana är en tvåvingeart som beskrevs av Yang och Chen 1998. Teleopsis yunnana ingår i släktet Teleopsis och familjen Diopsidae.
Artens utbredningsområde är Yunnan (Kina). Inga underarter finns listade i Catalogue of Life.